# La rimpatriata
La rimpatriata è un film del 1963 diretto da Damiano Damiani. La pellicola è stata presentata in concorso al Festival di Berlino 1963.

## Trama
Due componenti di un ex gruppo di amici (Alberto e Sandrino) si ritrovano dopo molti anni per caso per le  vie di Milano; dopo un momento di imbarazzo, riaffiorano i ricordi e la spensieratezza di un tempo. Decidono così di rintracciare anche gli altri e passare una serata come ai bei tempi, si aggiungono Cesarino, Nino e Livio. Cesarino che ai tempi era l'animatore del gruppo, non ha perso gran che in questo senso, ma nella vita di tutti i giorni è un perdente (gestore di un piccolo cinema di periferia). La serata va avanti fra telefonate scherzose, corse in macchina e incontri di personaggi bizzarri, finché Cesarino non decide di rintracciare un'altra componente del gruppo diventata nel frattempo una prostituta da marciapiede. Cesarino nel volerla redimere si scontra anche con due suoi clienti che nel frattempo l'avevano caricata su un camion. Cesarino, malmenato e sanguinante, viene soccorso dai suoi amici, ma si allontana malinconicamente dal gruppo, promettendosi di rivedersi presto ma ben sapendo in fondo che non si ritroveranno mai più.